# Leonor d'Este (1515-1575)
Leonor d'Este (em italiano:  Eleonora d'Este; 3 de julho de 1515 — 15 de julho de 1575) era uma nobre italiana, pertencente à Casa de Este. Neta do Papa Alexandre VI, seguiu uma carreira religiosa.

## Biografia

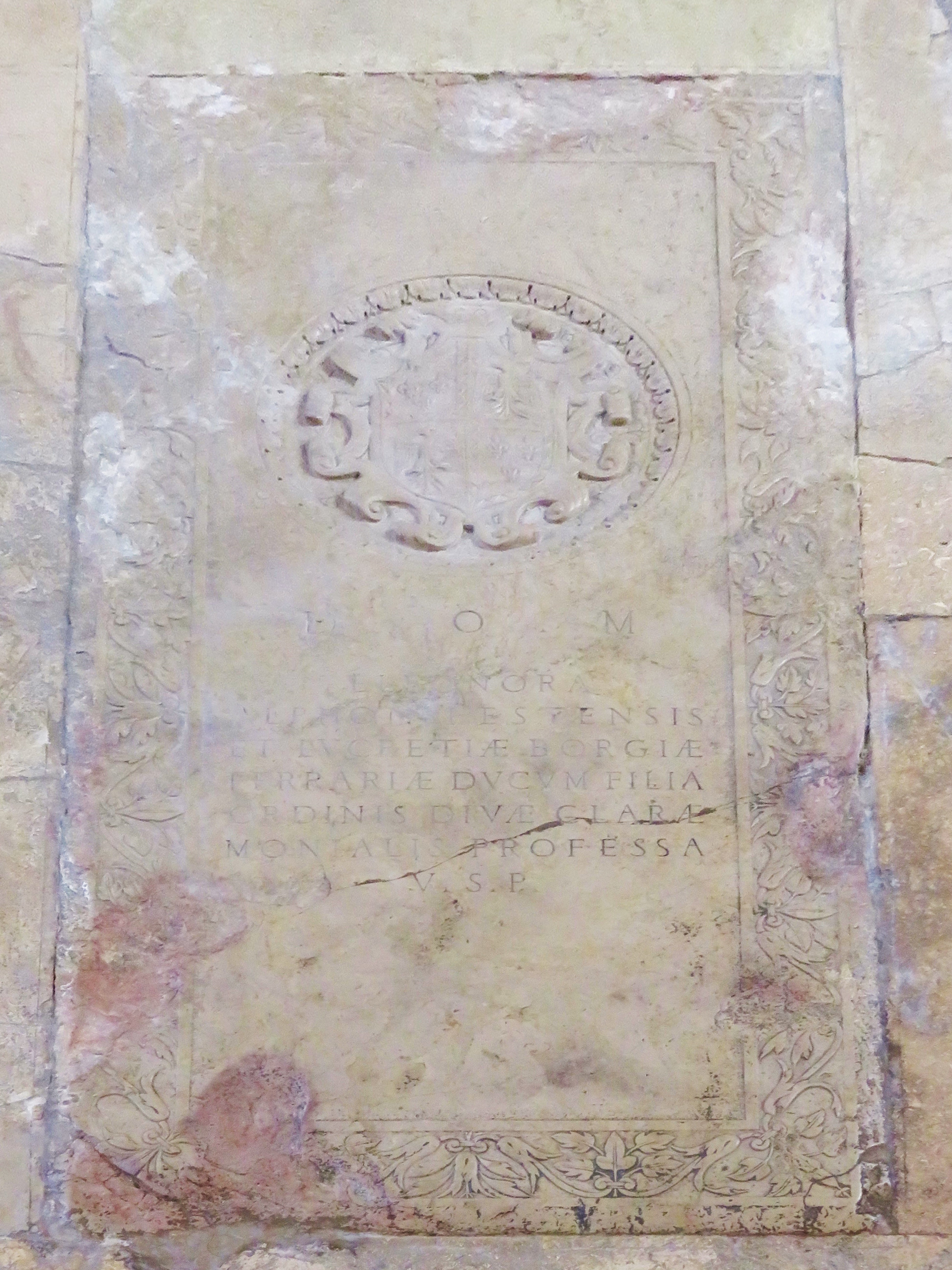
Túmulo de Leonor d'Este no mosteiro de Corpus Domini.

Leonor era filha de Afonso I d'Este e da sua segunda mulher Lucrécia Bórgia. O seu avô materno era o Papa Alexandre VI e o seu tio materno César Bórgia.
À sua primeira filha femenina, os duques de Ferrara deram o nome de Leonor em honra da avó paterna Leonor de Aragão, filha do rei Fernando I de Nápoles, que falecera alguns anos antes.
É criada em Ferrara e, aos quatro anos, perde a mãe. Afonso, que fica viúvo, envolveu-se com Laura Dianti que lhe dá dois outros filhos.
Leonor foi a única filha a sobreviver aos pais. Tona-se freira no mosteiro de Corpus Domini e ao falecer é sepultada nesse mosteiro, próximo da mãe e de outros membros da Casa de Este.